# ジョナサン・ブランディス
ジョナサン・グレゴリー・ブランディス（Jonathan Gregory Brandis, 1976年4月13日 - 2003年11月12日）は、アメリカ合衆国の俳優である。子供のモデルとしてキャリアを初めて、まもなくCMで演技するようになった。そしてその後はTVと映画で俳優として活躍した。代表作は『シークエスト』

## 概要
1982年にABCのソープ・オペラ『ワン・ライフ・トゥ・リヴ』にケヴィン・ブキャナンの役でデビューした。そして1990年にスティーヴン・キング原作のスーパーナチュラル・ホラーのミニ・シリーズ『IT/イット』にビル・デンブロウ役で出演した。また、1990年の映画『ネバーエンディング・ストーリー 第2章』にバスチアン・バックス役で主演した。
1993年に17歳で、NBCのTVシリーズ『シークエスト』に、天才的なティーンのルーカス・ウォーレンチャック役で出演した。このキャラクターはティーンの女性達に人気があったので、ブランディスは定期的にティーン雑誌に登場した。
sea-Questで共演したロイ・シャイダーは「絶大な人気を誇っていた10代の頃も、その人気を真に受けることはなかった」とし、最後の映画撮影の際にも、謙虚な態度で共演者を関心させた。

### 生い立ち
ブランディスはコネチカット州デインベリーに生まれた。食品流通業者で消防士でもある父グレゴリーと教師でパーソナル・マネージャーでもある母メリーの、唯一の子供である。
2歳の時に、子供のモデルとして靴のバスター・ブラウン(Buster Brown)でキャリアを開始して、4歳の時にTVのCMで演技を始めた。そして"Valley Professional School"に通って、1993年に卒業した。

### 私生活
1995年から1998年まで、ブランディスは女優で歌手のタティアナ・アリ(Tatyana Ali)と交際していた。そして1995年7月に、このカップルは雑誌ピープルに登場した。

### 死
2003年11月11日の午後11時40分に、ブランディスの友人が警察に電話して、居住していたL.A.のビルディングで「ブランディスが首を吊って自殺を試みた」と連絡をした。救急隊員が応答して"Cedars Sinai Medical Center"にブランディスを運び入れたが、2003年11月12日午後2時45分に病院にてブランディス自身の負傷が原因で死亡した。。
ブランディスは遺書は残していなかった。友人達は「彼は寂しかった。またcareer-lull（一時的な休止・弱まり）の状態が長引いていることに落ちこんでいた」とした。また深く酔った際には「自殺する」と言ったこともあったが、友人たちは冗談だと思っていた。
90年代後半に人気が落ち着いてきた頃、ジョナサンはそれを上手く受け入れ対応している様子だった。しかし、友人たちは、2002年の映画『ジャスティス』の出演シーンがカットされた際には、ジョナサンは動揺している様子だったとしている。
ジョナサンの母親によると、それ以前に自殺を試みたことはなく、飲酒は社交程度、喫煙も2年以上前に辞めていた。対人関係も薬物関係の問題もなかったとしている。また検死の結果でも、薬物反応はなく、血中のアルコール濃度も0.03%であった。
キャリアについて、ジョナサンは、それほど悩んでいなかったと証言する声もある。
子供の俳優出身で児童に影響を与える問題を扱う組織、"A Minor Consideration"の代表であるピーター・ポールセンは「この悲劇の根本的な原因に関しては推測でしかあり得ません。ジョナサンが自分の生命を終わらせるという決断に至った理由は、私達の誰にも分からないからです」と述べている。
しかし、2021年にジョナサンの父親であるGregは「彼の死の原因は俳優としてのキャリアに関するものではなく、Bipolarによるものだった」と述べた。GregはPeople誌に対して「ジョナサンの20代を振り返ったとき、彼はmanic depressionの兆候を見せていた。苦しんでいる人はすぐに助けを求めてほしい」と述べた。
父親のグレッグは「今でも彼と話すよ。私を笑顔にさせてくれるんだ。空から見てくれてる気がするよ」とし、Soleil Moon Fryeも「彼の存在を強く感じる。だから彼の記憶を引き継いでいく」としKid 90の制作に繋がった。

## 経歴
ブランディスは、6歳の時にソープ・オペラ『ワン・ライフ・トゥ・リヴ』にケヴィン・ブキャナン役で出演した。9歳の時に両親と一緒にL.A.に引っ越して、『ブロッサム』、『L.A.ロー 七人の弁護士』、『Who's the Boss?』、『ジェシカおばさんの事件簿』、『素晴らしき日々』、『フルハウス』、そして『Kate & Allie』にゲスト俳優として出演した。
1990年、ブランディスが14歳の時に最初の主役として映画『ネバーエンディング・ストーリー 第2章』にバスチアン・バックス役で出演した。同じ1990年に、TVミニシリーズの『スティーヴン・キングのIT/イット』で主人公のビル・デンブロウ(どもりのビル)を演じてペニーワイズ役のティム・カリーと共演した。この役でのブランディスのパフォーマンスは批評家や視聴者に賞賛された。
その後ブランディスはチャック・ノリスと共演した『サイドキックス』、俳優兼コメディアンのロドニー・デンジャーフィールドと共演した『恋のレディ&レディ?』に出演した。
1993年からスティーヴン・スピルバーグが制作したSFシリーズのTVドラマ『シークエスト』に天才的な科学者ルーカス・ウォーレンチャック役で出演した。この作品でブランディスはよく知られるようになり、17歳前後でティーン・アイドル状態に推進されていった。その人気は絶大で、週に4000通のファン・レターが届き、『シークエスト』のセットにいる間は、多くの女性多くのファンからのプレゼントからガードするために、3人のスタジオ警備員が同行しなければならなかった。また、ブランディスは『シークエスト』の第2シーズン第19話「野望の代償」を共同執筆し制作した。そしてディズニーのTVシリーズ『アラジンの大冒険』に邪悪な魔術師でネクロマンサーのモーゼンラス役の声で出演した。
1996年に、『シークエスト』の次のシーズンがキャンセルとなった後は、ケリー・マーティンが主演したTV映画『Her Last Chance』に出演した。そして、TV映画『野生のエルザ2/新たなる冒険』に出演した。この『野生のエルザ2/新たなる冒険』は南アフリカで撮影されて、クリス・ノースがブランディスの父親役を演じたTV映画だった。
1999年公開の映画『Outside Providence』と『楽園をください』に助演で出演を続けた。そして2000年に撮影されたが、配給の問題で2005年まで公開されなかった『Bad Girls from Valley High』に出演した。
2002年公開の映画『ジャスティス』に小さな役で出演したが、出演シーンはカットされた。『スター・ウォーズ エピソード2/クローンの攻撃』のアナキン・スカイウォーカー役のオーディションを受けたが、当時すでに20代半ばだったジョナサンは見送られた。
2003年には、ABCのパイロットでTV放映されなかった『111 Gramercy Park』に出演した。
ブランディスはハーヴェイ・カイテルとスコット・グレンが出演したアクション映画『Puerto Vallarta Squeeze』に出演して、これが最後に出演した映画となったが、ブランディス死後の2004年に映画は公開された。
俳優以外にも、ブランディスは監督と脚本を手掛けた。そして死の直前にショート・フィルム『The Slainesville Boys』を製作し監督した。
2018年に、Amazon Primeで、出演映画の「Ladybugs」が人気になり、SNSで2018年時点での若者達の中でジョナサンの人気が再燃した。
2021年に、Soleil Moon FryeによるKid 90が発表された。

## 出演作品

### 映画
| 公開年 | 題名 原題                                                                   | 役名 原表記                          | 備考                                              |
| ------ | --------------------------------------------------------------------------- | ------------------------------------ | ------------------------------------------------- |
| 1987   | 危険な情事 Fatal Attraction                                                 | Party Guest                          |                                                   |
| 1988   | オリバー ニューヨーク子猫ものがたり Oliver & Company                        | Additional voice                     |                                                   |
| 1988   | The Wrong Guys                                                              | Kid Tim                              |                                                   |
| 1989   | ペット・セマタリー Pet Sematary                                             | Voice-over at beginning of film      |                                                   |
| 1989   | ステップファーザー2 危険な絆 Stepfather II                                  | トッド・グレイランド Todd Grayland   |                                                   |
| 1990   | ネバーエンディング・ストーリー 第2章 Neverending Story II: The Next Chapter | バスチアン・バックス Bastian Bux     | 原作『はてしない物語』の表記:バスチアン・ブックス |
| 1990   | ゴースト・パパ Ghost Dad                                                    | Additional voices                    |                                                   |
| 1992   | 恋のレディ&レディ? Ladybugs                                                 | マシュー/マーサ Matthew / Martha     |                                                   |
| 1992   | サイドキックス Sidekicks                                                    | バリー・ガブルスキー Barry Gabrewski |                                                   |
| 1994   | ジム・キャリーはMr.ダマー Dumb and Dumber                                   | ニック Nick (Commercial character)   | Uncredited                                        |
| 1999   | Outside Providence                                                          | Mousy                                |                                                   |
| 1999   | シビル・ガン 楽園をください Ride with the Devil                             | ケイヴ・ワイアット Cave Wyatt        |                                                   |
| 2002   | ジャスティス Hart's War                                                     | Pvt. Lewis P. Wakely                 | 出演シーンはカット                                |
| 2002   | The Year That Trembled                                                      | Casey Pedersen                       |                                                   |
| 2003   | Between the Sheets                                                          | Robert Avocado                       |                                                   |
| 2004   | Puerto Vallarta Squeeze                                                     | Neil Weatherford                     | 本人が逝去後に公開                                |
| 2004   | The Slainesville Boys                                                       |                                      | ディレクター、プロデューサー 本人が逝去後に公開   |
| 2005   | Bad Girls from Valley High                                                  | Drew                                 | 2000年に制作されたが、本人が逝去後に公開          |
| 2021   | Kid 90                                                                      | 本人                                 | ドキュメンタリー作品                              |

### TVドラマとTVシリーズ
| 放映年      | 題名 原題                                             | 役名 原表記                                     | 備考                                                             |
| ----------- | ----------------------------------------------------- | ----------------------------------------------- | ---------------------------------------------------------------- |
| 1982        | ワン・ライフ・トゥ・リヴ One Life to Live             | 若年時のケヴィン Young Kevin Riley Buchanan     | Unknown episodes                                                 |
| 1984        | Kate & Allie                                          | Chip's Friend                                   | Season 1 Episode 3 "Odd Boy Out"                                 |
| 1986        | 俺がハマーだ! Sledge Hammer!                          | 若年時のスレッジ Young Sledge                   | 第1シーズン 第4話 「銃を捨てて野に出よう!!プッツン刑事暗殺計画」 |
| 1987        | Good Morning, Miss Bliss                              | Michael Thompson                                | (Pilot)                                                          |
| 1987        | Buck James                                            | Unknown                                         | Season 1 Episode 2 "Sin of the Father"                           |
| 1987        | L.A.ロー 七人の弁護士 L.A. Law                        | ケヴィン・トルボット Kevin Talbot               | 全2話出演                                                        |
| 1987        | Poor Little Rich Girl: The Barbara Hutton Story       | Lance Reventlow (Age 11)                        | (TV movie)                                                       |
| 1988        | Mars: Base One                                        | Unknown                                         | (TV Movie)                                                       |
| 1988        | Webster                                               | Bobby                                           | Season 6 Episode 9 "Take My Cousin, Please"                      |
| 1989        | Who's the Boss?                                       | Paul                                            | Season 5 Episode 11 "Your Grandmother's a Bimbo"                 |
| 1989        | フルハウス Full House                                 | マイケル・モンフォード Michael Monford          | 第2シーズン 第11話 「DJのリトル・ロマンス」                      |
| 1990        | IT/イット It                                          | ビル・デンブロウ Bill Denbrough (Age 12)        | (TV miniseries)                                                  |
| 1990        | ジェシカおばさんの事件簿 Murder, She Wrote            | ケヴィン・ブライス Kevin Bryce                  | 第6シーズン 第13話 「小さな庭師とジェシカ」                      |
| 1990        | エイリアン・ネイション Alien Nation                   | Andron                                          | Season 1 Episode 20 "The Touch"                                  |
| 1990        | The Munsters Today                                    | Matt Glover                                     | Season 3 Episode 1 "The Silver Bullet"                           |
| 1990        | 超音速ヒーロー ザ・フラッシュ The Flash               | テリー・コーヘン Terry Cohan                    | Season 1 Episode 6 "Child's Play"                                |
| 1991        | Our Shining Moment                                    | Michael 'Scooter' McGuire                       | (TV Movie)                                                       |
| 1991        | Gabriel's Fire                                        | Matthew Fixx                                    | Season 1 Episode 15 "Truth and Consequences"                     |
| 1991        | 素晴らしき日々 The Wonder Years                       | スティーヴ Steve                                | 第4シーズン 第19話 「人を思うは身を思う」                        |
| 1991        | ブロッサム Blossom                                    | Stevie                                          | Season 2 Episode 6 "To Tell the Truth"                           |
| 1991        | Pros and Cons                                         | Danny                                           | Season 1 Episode 8 "Once a Kid"                                  |
| 1992        | Do Not Bring That Python in the House                 | Gabriel Miller                                  | (TV Movie)                                                       |
| 1992        | Crossroads                                            | Michael Stahl                                   | Season 1 Episode 5 "Freedom of the Road"                         |
| 1993        | Saved By The Bell: The College Years                  | Himself                                         | Season 1 Episode 10 "A Thanksgiving Story"                       |
| 1993 - 1996 | シークエスト SeaQuest DSV                             | ルーカス・ウォーレンチャック Lucas Wolenczak    | 全57話に出演                                                     |
| 1994        | Good King Wenceslas                                   | Prince Wenceslas                                | (TV movie)                                                       |
| 1994 - 1995 | アラジンの大冒険 Aladdin                              | モーゼンラス Mozenrath (voice)                  | 全8話出演                                                        |
| 1996        | Her Last Chance                                       | Preston Altherton                               | (TV Movie)                                                       |
| 1996        | 野生のエルザ2/新たなる冒険 Born Free: A New Adventure | ランドルフ・トンプソン Randolph "Rand" Thompson | (TV Movie)                                                       |
| 1996        | Fall into Darkness                                    | Chad                                            | (TV Movie)                                                       |
| 1997        | ザ・ハリケーン Two Came Back                          | ジェイソン Jason                                | (TV Movie)                                                       |
| 2003        | 111 Gramercy Park                                     | Will Karnegian                                  | Unsold pilot                                                     |

## 受賞とノミネーション

### 受賞
| 年度 | 賞の名称                                               | カテゴリー                                           | 作品名       | 結果 |
| ---- | ------------------------------------------------------ | ---------------------------------------------------- | ------------ | ---- |
| 1994 | Young Artist Awards (ヤング・アーティスト・アウォーズ) | Best Youth Actor Leading Role in a Television Series | seaQuest DSV | 受賞 |

### ノミネーション
| 年度 | 賞の名称                   | カテゴリー                                                       | 作品名                                     | 結果       |
| ---- | -------------------------- | ---------------------------------------------------------------- | ------------------------------------------ | ---------- |
| 1990 | Young Artist Awards        | Best Young Actor Guest Starring in a Television Series           | The Flash                                  | ノミネート |
| 1991 | Young Artist Awards        | Best Young Actor Starring in a Motion Picture                    | The NeverEnding Story II: The Next Chapter | ノミネート |
| 1992 | Saturn Awards (サターン賞) | Best Performance by a Younger Actor                              | The NeverEnding Story II: The Next Chapter | ノミネート |
| 1993 | Young Artist Awards        | Outstanding Young Ensemble Cast in a Motion Picture              | Lady Bugs (shared with cast)               | ノミネート |
| 1993 | Young Artist Awards        | Best Young Actor Starring in a Motion Picture                    |                                            | ノミネート |
| 1995 | Young Artist Awards        | Best Performance by a Youth Actor in a TV Mini-Series or Special | Good King Wenceslas                        | ノミネート |